# Rokot (raketa)
Rokot (rusky Рокот) byla lehká nosná raketa, která vznikla přestavbou dvoustupňové mezikontinentální rakety UR-100N (rusky УР-100Н, index GRAU 15А30, kód NATO SS-19). Při třech experimentálních startech byla raketa Rokot vypouštěna ze sila na kosmodromu Bajkonur, hlavní vypouštěcí zařízení však pro ni bylo vybudováno na kosmodromu Pleseck (spolu s nezbytnou technickou pozicí zahrnující montážní halu pro předletové zkoušky rakety a připojení užitečného zatížení, kompresorovou a plnicí stanici, obslužnou věž apod.). Vhodná vypouštěcí zařízení jsou i na kosmodromu Svobodnyj (upravená sila mezikontinentálních raket).
Raketa o vzletové hmotnosti 107 tun má nosnou kapacitu 1850 kg na dráhu ve výšce 400 km. Pohonnou látkou je asymetrický dimethylhydrazin a oxid dusičitý. Pro komerční využití na mezinárodním trhu byla raketa pojmenována Rockot a vznikla společnost Eurockot (spojením DaimlerChrysler Aerospace 51% a Chruničevových závodů 49%) se sídlem v Brémách (Německo). Cena jednoho komerčního letu byla v roce 1999 15 milionů dolarů.

Rokot se 26. prosince 2019 vydal z kosmodromu Pleseck na svou 34. a zároveň poslední misi. Na své palubě nesla tři družice Gonec-M.
Tato raketa vynesla i českou družici MIMOSA.